# 일차오염원
일차오염원(一次汚染源)은 자원이나 상품을 직접 이용한 결과로 오염물질을 환경에 배출하는 오염원으로 비행기, 자동차와 같은 교통 수단, 대규모 굴뚝이나 생산공정이 주요 오염원이다. 오염물질을 배출하는 산업시설이나 열공급시설, 취사, 난방시설도 오염원이다. 또한 쓰레기를 배출하는 가정도 이에 속한다. 수질오염의 경우 폐수를 내보내는 산업시설, 합성세제나 음식물로 오염된 하수나 분뇨를 배출하는 가정, 청소 폐수나 동물세척 폐수를 발생시키는 축사 등이 1차오염원이다. 고체폐기물에서는 쓰레기를 내보내는 가정이나 산업시설이 1차오염원이다.